# Кјавиконе (Лоди)
Кјавиконе је насеље у Италији у округу Лоди, региону Ломбардија.
Према процени из 2011. у насељу је живело 72 становника. Насеље се налази на надморској висини од 42 м.